# Colectivo vacío
Colectivo vacío es el tercer álbum de estudio del grupo argentino Sara Hebe. Se publicó el 4 de junio de 2015, a modo de producción independiente.

## Lista de canciones
1. El Juego de La Luna 03:51
2. No Puedo 03:32
3. Pucha 03:12
4. Cacho 04:56
5. Kevin 03:40
6. Patria de Patrullas 03:25
7. El Pedido 05:09
8. Los Golpes 04:09
9. Interluci2 01:28
10. La vida No (c/ Dr. Wald) 04:02
11. Ho! 04:22
12. Nunca digas nunca 04:32
13. Sigo Girando (c/ Negrah Liyah) 02:27
14. La Cura (c/ Tortu aka Don Miguel) 03:26
15. Por Favor 02:18
16. Vagaboom 04:16 

## Personal
Sara Hebe Merino: Voces y rap.
Ramiro J. Bochatay: Sintetizadores, sampler, guitarra, bajo, percusiones, derbake, programaciones.

Músicos Invitados:
Negra Liyah (Ludmila Lemos): Voz en track 13. Coros y apoyos en 3, 7, 11, 13, 14 y 15. 
Amit Mishra: Tabla en track 10, Coros en 3.
Miguel Ángel Lemes: Voz en track 14. 
Waldo Fuenzalida: Voz en track 10. 
Heidi Lewandowsky: Violín en track 1. 
Tamara Ronco: Bombo con platillo en track 11. 
Nahuel Sabatino: Redoblante en track 11. 
Lucas Espina: Percusión en track 6. 
Mariano Costa: Sintetizadores y programación en track 15. 
Diego Pablo Paredes: Trompeta en track 7 y 16. 
Ezequiel Gutiérrez: Trompeta en track 7 y 16. 
Maximiliano Abregu: Guitarras adicionales en track 14.